# Effectifs du tournoi masculin de basket-ball aux Jeux olympiques d'été de 2008
Cette page contient la liste de toutes les équipes et leurs joueurs participant au Tournoi masculin de basket-ball aux Jeux olympiques d'été de 2008. L'âge est celui au début de la compétition, le 9 août 2008.

## Groupe A

### Argentine
| Numéro | Joueur               | Poste | Naissance        | Taille | Club(s) 2007-2008         |
| ------ | -------------------- | ----- | ---------------- | ------ | ------------------------- |
| 4      | Luis Scola           | 4     | 30 avril 1980    | 2,07 m | Rockets de Houston        |
| 5      | Emanuel Ginóbili     | 2     | 28 juillet 1977  | 1,98 m | Spurs de San Antonio      |
| 6      | Román González       | 5     | 28 janvier 1978  | 2,11 m | Peñarol Mar del Plata     |
| 7      | Fabricio Oberto      | 5     | 21 mars 1975     | 2,08 m | Spurs de San Antonio      |
| 8      | Pablo Prigioni       | 1     | 17 juin 1977     | 1,91 m | Saski Baskonia            |
| 9      | Antonio Porta        | 1     | 28 octobre 1983  | 1,91 m | Spartak Saint-Pétersbourg |
| 10     | Carlos Delfino       | 2-3   | 29 août 1982     | 2,00 m | BC Khimki Moscou          |
| 11     | Paolo Quinteros      | 1     | 15 janvier 1979  | 1,88 m | Basket Zaragoza 2002      |
| 12     | Leonardo Gutiérrez   | 4     | 16 mai 1978      | 2,01 m | Peñarol Mar del Plata     |
| 13     | Andrés Nocioni       | 3-4   | 30 novembre 1979 | 2,01 m | Bulls de Chicago          |
| 14     | Juan Pedro Gutiérrez | 5     | 10 octobre 1983  | 2,06 m | CB Granada                |
| 15     | Federico Kammerichs  | 4     | 21 juin 1980     | 2,02 m | Regatas Corrientes        |

Sélectionneur : Sergio Hernández
Assistant : Julio Lamas

### Australie
| Numéro | Joueur           | Poste | Naissance        | Taille | Club(s) 2007-2008     |
| ------ | ---------------- | ----- | ---------------- | ------ | --------------------- |
| 4      | Chris Anstey     | 5     | 1er janvier 1975 | 2,13 m | Melbourne Tigers      |
| 5      | Patrick Mills    | 1     | 11 août 1988     | 1,83 m | Gaels de Saint Mary's |
| 6      | Andrew Bogut     | 5     | 28 novembre 1984 | 2,13 m | Bucks de Milwaukee    |
| 7      | Joe Ingles       | 2-3   | 2 octobre 1987   | 2,03 m | South Dragons         |
| 8      | Brad Newley      | 2-3   | 18 février 1985  | 2,01 m | Panellinios Athènes   |
| 9      | C.J. Bruton      | 1     | 13 décembre 1975 | 1,88 m | New Zealand Breakers  |
| 10     | David Barlow     | 3     | 22 octobre 1983  | 2,06 m | Melbourne Tigers      |
| 11     | Mark Worthington | 3     | 8 juin 1983      | 2,01 m | South Dragons         |
| 12     | Glen Saville     | 2-3   | 17 janvier 1976  | 1,98 m | Wollongong Hawks      |
| 13     | David Andersen   | 4-5   | 23 juin 1980     | 2,11 m | FC Barcelone          |
| 14     | Matthew Nielsen  | 4-5   | 3 février 1978   | 2,08 m | Lietuvos rytas        |
| 15     | Shawn Redhage    | 3     | 21 janvier 1981  | 2,03 m | Perth Wildcats        |

Sélectionneur : Brian Goorjian
Assistant :  Brendan Joyce et Gordon McLeod

### Croatie
| Numéro | Joueur          | Poste | Naissance         | Taille | Club(s) 2007-2008          |
| ------ | --------------- | ----- | ----------------- | ------ | -------------------------- |
| 4      | Roko Ukić       | 1     | 5 décembre 1984   | 1,96 m | Raptors de Toronto         |
| 5      | Davor Kus       | 2     | 21 juillet 1978   | 1,93 m | Unicaja Málaga             |
| 6      | Marko Popović   | 1     | 12 juin 1982      | 1,85 m | Žalgiris Kaunas            |
| 7      | Marin Rozić     | 3     | 14 février 1983   | 2,03 m | Cibona Zagreb              |
| 8      | Nikola Prkačin  | 4-5   | 15 novembre 1975  | 2,08 m | Cibona Zagreb              |
| 9      | Marko Tomas     | 2-3   | 3 janvier 1985    | 2,01 m | Real Madrid                |
| 10     | Zoran Planinić  | 2     | 12 septembre 1982 | 1,98 m | CSKA Moscou                |
| 11     | Sandro Nicević  | 5     | 16 juin 1976      | 2,11 m | Beşiktaş JK                |
| 12     | Damjan Rudež    | 3     | 17 juin 1986      | 2,08 m | Union Olimpija             |
| 13     | Marko Banić     | 4     | 31 août 1984      | 2,06 m | Bilbao                     |
| 14     | Krešimir Lončar | 4     | 12 février 1983   | 2,11 m | Lokomotiv Kouban-Krasnodar |
| 15     | Stanko Barać    | 5     | 13 août 1986      | 2,16 m | Tau Ceramica               |

Sélectionneur : Jasmin Repeša
Assistant : Dražen Anzulović

### Iran
| Numéro | Joueur                | Poste | Naissance         | Taille | Club(s) 2007-2008         |
| ------ | --------------------- | ----- | ----------------- | ------ | ------------------------- |
| 4      | Ali Doraghi           | 4-5   | 20 septembre 1984 | 2,11 m | Petrochimi Bandar Imam BC |
| 5      | Amir Amini            | 1     | 10 juin 1984      | 1,91 m | Kaveh Téhéran BC          |
| 6      | Javad Davari          | 1     | 25 avril 1983     | 1,85 m | Petrochimi Bandar Imam BC |
| 7      | Mehdi Kamrani         | 1     | 1er juin 1982     | 1,80 m | Mahram Téhéran            |
| 8      | Saeid Davarpanah      | 2     | 7 septembre 1987  | 1,91 m | Kaveh Téhéran BC          |
| 9      | Iman Zandi            | 2     | 19 septembre 1981 | 1,88 m | BEEM Mazandaran           |
| 10     | Hamed Afagh           | 2     | 1er février 1983  | 1,93 m | Saba Battery              |
| 11     | Hamed Sohrabnejad     | 4-5   | 7 mai 1983        | 2,06 m | Mahram Téhéran            |
| 12     | Oshin Sahakian        | 4     | 21 mars 1986      | 2,01 m | Zob Ahan Isfahan BC       |
| 13     | Mousa Nabipour        | 5     | 14 août 1983      | 2,11 m | Kaveh Téhéran BC          |
| 14     | Samad Nikkhah Bahrami | 3     | 11 mai 1983       | 2,01 m | Mahram Téhéran            |
| 15     | Hamed Haddadi         | 5     | 19 mai 1985       | 2,18 m | Saba Battery              |

Sélectionneur  :  Rajko Toroman
Assistant :  Mehran Hatami, Srđan Petković

### Lituanie
| Numéro | Joueur                | Poste | Naissance         | Taille | Club(s) 2007-2008 |
| ------ | --------------------- | ----- | ----------------- | ------ | ----------------- |
| 4      | Rimantas Kaukėnas     | 1     | 11 avril 1977     | 1,93 m | Mens Sana Basket  |
| 5      | Mindaugas Lukauskis   | 2     | 19 mai 1979       | 1,98 m | Lietuvos rytas    |
| 6      | Jonas Mačiulis        | 3     | 10 février 1985   | 2,01 m | Žalgiris Kaunas   |
| 7      | Darjuš Lavrinovič     | 5     | 1er novembre 1979 | 2,11 m | UNICS Kazan       |
| 8      | Ramūnas Šiškauskas    | 2-3   | 10 septembre 1978 | 1,98 m | CSKA Moscou       |
| 9      | Marius Prekevičius    | 2     | 22 mai 1984       | 1,96 m | KK Šiauliai       |
| 10     | Simas Jasaitis        | 2-3   | 26 mars 1982      | 2,03 m | Joventut Badalona |
| 11     | Linas Kleiza          | 3     | 3 janvier 1985    | 2,03 m | Nuggets de Denver |
| 12     | Kšyštof Lavrinovič    | 4-5   | 1er novembre 1979 | 2,11 m | Mens Sana Basket  |
| 13     | Šarūnas Jasikevičius  | 1     | 5 mars 1976       | 1,93 m | Panathinaïkos     |
| 14     | Marijonas Petravičius | 4-5   | 24 octobre 1979   | 2,06 m | Lietuvos rytas    |
| 15     | Robertas Javtokas     | 5     | 20 mars 1980      | 2,11 m | MBK Dynamo Moscou |

Sélectionneur  :  Ramūnas Butautas
Assistants : Rimas Kurtinaitis, Robertas Kuncaitis, Virginijus Mikalauskas

### Russie
| Numéro | Joueur               | Poste | Naissance       | Taille | Club(s) 2007-2008          |
| ------ | -------------------- | ----- | --------------- | ------ | -------------------------- |
| 4      | Andreï Vorontsevitch | 3     | 17 juillet 1987 | 2,03 m | CSKA Moscou                |
| 5      | Jon Robert Holden    | 1     | 10 août 1976    | 1,85 m | CSKA Moscou                |
| 6      | Sergueï Bykov        | 2     | 26 février 1983 | 1,91 m | MBK Dynamo Moscou          |
| 7      | Andreï Kirilenko     | 3     | 18 février 1981 | 2,08 m | Jazz de l'Utah             |
| 8      | Nikita Morgounov     | 5     | 29 juin 1975    | 2,11 m | Lokomotiv Kouban-Krasnodar |
| 9      | Petr Samoylenko      | 1     | 7 février 1977  | 1,88 m | MBK Dynamo Moscou          |
| 10     | Viktor Khryapa       | 3     | 3 août 1982     | 2,06 m | CSKA Moscou                |
| 11     | Zakhar Pachoutine    | 2     | 3 mai 1974      | 1,96 m | Spartak Saint-Pétersbourg  |
| 12     | Sergueï Monya        | 3     | 15 avril 1983   | 2,03 m | MBK Dynamo Moscou          |
| 13     | Vitaly Fridzon       | 2     | 14 octobre 1985 | 1,96 m | BC Khimki Moscou           |
| 14     | Alekseï Savrassenko  | 5     | 28 février 1979 | 2,16 m | CSKA Moscou                |
| 15     | Viktor Keirou        | 3     | 31 janvier 1984 | 2,01 m | CSKA Moscou                |

Sélectionneur  :  David Blatt

## Groupe B

### Allemagne
| Numéro | Joueur            | Poste | Naissance        | Taille | Club(s) 2007-2008       |
| ------ | ----------------- | ----- | ---------------- | ------ | ----------------------- |
| 4      | Tim Ohlbrecht     | 4-5   | 30 août 1988     | 2,11 m | Brose Baskets           |
| 5      | Philip Zwiener    | 3     | 23 juillet 1985  | 2,01 m | ALBA Berlin             |
| 6      | Sven Schultze     | 4     | 11 juillet 1978  | 2,08 m | Olympia Larissa BC      |
| 7      | Robert Garrett    | 2     | 18 mars 1977     | 1,93 m | Brose Baskets           |
| 8      | Konrad Wysocki    | 3     | 28 mars 1982     | 2,03 m | Francfort Skyliners     |
| 9      | Steffen Hamann    | 2     | 14 juin 1981     | 1,96 m | Brose Baskets           |
| 10     | Demond Greene     | 2     | 15 juin 1979     | 1,85 m | Brose Baskets           |
| 11     | Pascal Roller     | 1     | 20 novembre 1976 | 1,80 m | Francfort Skyliners     |
| 12     | Chris Kaman       | 5     | 28 avril 1982    | 2,13 m | Clippers de Los Angeles |
| 13     | Patrick Femerling | 5     | 4 mars 1975      | 2,16 m | ALBA Berlin             |
| 14     | Dirk Nowitzki     | 4     | 19 juin 1978     | 2,13 m | Mavericks de Dallas     |
| 15     | Jan Jagla         | 4-5   | 25 juin 1981     | 2,13 m | Joventut Badalona       |

Sélectionneur  :  Dirk Bauermann

### Angola
| Numéro | Joueur             | Poste | Naissance         | Taille | Club(s) 2007-2008                   |
| ------ | ------------------ | ----- | ----------------- | ------ | ----------------------------------- |
| 4      | Olímpio Cipriano   | 2-3   | 9 avril 1982      | 1,93 m | Clube Desportivo Primeiro de Agosto |
| 5      | Armando Costa      | 2     | 3 juin 1983       | 1,93 m | Atlético Petróleos de Luanda        |
| 6      | Carlos Morais      | 1     | 16 octobre 1985   | 1,91 m | Atlético Petróleos de Luanda        |
| 7      | Milton Barros      | 2     | 21 juin 1984      | 1,85 m | Atlético Petróleos de Luanda        |
| 8      | Luís Costa         | 2     | 7 juin 1978       | 1,93 m | Atlético Petróleos de Luanda        |
| 9      | Vladimir Geronimo  | 4-5   | 12 décembre 1977  | 1,93 m | Clube Desportivo Primeiro de Agosto |
| 10     | Joaquim Gomes      | 3     | 23 décembre 1980  | 2,03 m | Clube Desportivo Primeiro de Agosto |
| 11     | Felizardo Ambrósio | 3-4   | 25 décembre 1987  | 2,01 m | Clube Desportivo Primeiro de Agosto |
| 12     | Abdel Moussa       | 5     | 8 avril 1980      | 2,03 m | Clube Desportivo Primeiro de Agosto |
| 13     | Carlos Almeida     | 2     | 24 septembre 1976 | 1,93 m | Clube Desportivo Primeiro de Agosto |
| 14     | Leonel Paulo       | 3     | 30 avril 1986     | 1,98 m | Atlético Petróleos de Luanda        |
| 15     | Eduardo Mingas     | 3     | 29 janvier 1979   | 2,01 m | Atlético Petróleos de Luanda        |

Sélectionneur  :  Alberto de Carvalho

### Chine
| Numéro | Joueur         | Poste | Naissance         | Taille | Club(s) 2007-2008         |
| ------ | -------------- | ----- | ----------------- | ------ | ------------------------- |
| 4      | Chen Jianghua  | 1     | 12 mars 1989      | 1,88 m | Guangdong Southern Tigers |
| 5      | Liu Wei        | 2     | 15 janvier 1980   | 1,91 m | Shanghai Sharks           |
| 6      | Zhang Qingpeng | 1     | 23 janvier 1985   | 1,91 m | Liaoning Hunters          |
| 7      | Wang Shipeng   | 2-3   | 6 avril 1983      | 1,98 m | Guangdong Southern Tigers |
| 8      | Zhu Fangyu     | 3     | 5 janvier 1983    | 2,01 m | Guangdong Southern Tigers |
| 9      | Sun Yue        | 2     | 6 novembre 1985   | 2,06 m | Lakers de Los Angeles     |
| 10     | Li Nan         | 3     | 25 septembre 1976 | 1,98 m | Bayi Rockets              |
| 11     | Yi Jianlian    | 4-5   | 27 octobre 1987   | 2,13 m | Nets du New Jersey        |
| 12     | Wang Lei       | 3     | 12 août 1986      | 2,01 m | Bayi Rockets              |
| 13     | Yao Ming       | 5     | 12 septembre 1980 | 2,29 m | Rockets de Houston        |
| 14     | Wang Zhizhi    | 5     | 8 juillet 1979    | 2,16 m | Bayi Rockets              |
| 15     | Du Feng        | 4     | 30 juillet 1981   | 2,06 m | Guangdong Southern Tigers |

Sélectionneur  :  Jonas Kazlauskas
Assistant :  Donnie Nelson

### Espagne
| Numéro | Joueur               | Poste | Naissance         | Taille | Club(s) 2007-2008         |
| ------ | -------------------- | ----- | ----------------- | ------ | ------------------------- |
| 4      | Pau Gasol            | 4-5   | 6 juillet 1980    | 2,16 m | Lakers de Los Angeles     |
| 5      | Rudy Fernández       | 2-3   | 4 avril 1985      | 1,98 m | Trail Blazers de Portland |
| 6      | Ricky Rubio          | 1     | 21 octobre 1990   | 1,93 m | Joventut Badalona         |
| 7      | Juan Carlos Navarro  | 2     | 13 juin 1980      | 1,93 m | Raptors de Toronto        |
| 8      | José Manuel Calderón | 1     | 28 septembre 1981 | 1,91 m | FC Barcelone              |
| 9      | Felipe Reyes         | 4-5   | 16 mars 1980      | 2,06 m | Real Madrid               |
| 10     | Carlos Jiménez       | 3     | 10 février 1976   | 2,06 m | Unicaja Málaga            |
| 11     | Raül López Molist    | 1     | 15 avril 1980     | 1,83 m | Real Madrid               |
| 12     | Berni Rodríguez      | 2     | 7 juin 1980       | 1,96 m | Unicaja Málaga            |
| 13     | Marc Gasol           | 5     | 29 janvier 1985   | 2,16 m | Grizzlies de Memphis      |
| 14     | Álex Mumbrú          | 3     | 12 juin 1979      | 2,01 m | Real Madrid               |
| 15     | Jorge Garbajosa      | 4     | 19 décembre 1977  | 2,06 m | BC Khimki Moscou          |

Sélectionneur  :  Aíto García Reneses
Assistants :  Juan Antonio Orenga et Joaquim Costa Puig

### États-Unis
| Numéro | Joueur          | Poste | Naissance        | Taille | Club(s) 2007-2008              |
| ------ | --------------- | ----- | ---------------- | ------ | ------------------------------ |
| 4      | Carlos Boozer   | 4     | 20 novembre 1981 | 2,06 m | Jazz de l'Utah                 |
| 5      | Jason Kidd      | 1     | 23 mars 1973     | 1,93 m | Mavericks de Dallas            |
| 6      | LeBron James    | 3     | 30 décembre 1984 | 2,03 m | Cavaliers de Cleveland         |
| 7      | Deron Williams  | 1     | 24 mars 1984     | 1,91 m | Jazz de l'Utah                 |
| 8      | Michael Redd    | 2     | 24 août 1979     | 1,98 m | Bucks de Milwaukee             |
| 9      | Dwyane Wade     | 2     | 17 janvier 1982  | 1,93 m | Heat de Miami                  |
| 10     | Kobe Bryant     | 2     | 23 août 1978     | 1,98 m | Lakers de Los Angeles          |
| 11     | Dwight Howard   | 5     | 8 décembre 1985  | 2,11 m | Magic d'Orlando                |
| 12     | Chris Bosh      | 4     | 24 mars 1984     | 2,08 m | Raptors de Toronto             |
| 13     | Chris Paul      | 1     | 6 mai 1985       | 1,83 m | Hornets de La Nouvelle-Orléans |
| 14     | Tayshaun Prince | 3     | 28 février 1980  | 2,06 m | Pistons de Detroit             |
| 15     | Carmelo Anthony | 3     | 29 mai 1984      | 2,03 m | Nuggets de Denver              |

Sélectionneur  :  Mike Krzyzewski
Assistants : Jim Boeheim, Nate McMillan, Mike D'Antoni

### Grèce
| Numéro | Joueur                  | Poste | Naissance        | Taille | Club(s) 2007-2008 |
| ------ | ----------------------- | ----- | ---------------- | ------ | ----------------- |
| 4      | Theódoros Papaloukás    | 1     | 8 mai 1977       | 2,01 m | Olympiakós        |
| 5      | Ioánnis Bouroúsis       | 4-5   | 17 novembre 1983 | 1,93 m | Olympiakós        |
| 6      | Níkos Zísis             | 1     | 16 août 1983     | 1,98 m | CSKA Moscou       |
| 7      | Vasílios Spanoúlis      | 1     | 7 août 1982      | 1,93 m | Panathinaïkos     |
| 8      | Panayótis Vasilópoulos  | 3     | 8 février 1984   | 2,03 m | Olympiakós        |
| 9      | Antónios Fótsis         | 4     | 1er avril 1981   | 2,08 m | Panathinaïkos     |
| 10     | Yórgos Príntezis        | 3     | 22 février 1985  | 2,06 m | Olympiakós        |
| 11     | Andréas Glyniadákis     | 5     | 26 août 1981     | 2,16 m | Maroussi Athènes  |
| 12     | Konstantínos Tsartsarís | 4-5   | 17 octobre 1979  | 2,08 m | Panathinaïkos     |
| 13     | Dimítris Diamantídis    | 2     | 6 mai 1980       | 1,96 m | Panathinaïkos     |
| 14     | Sofoklís Schortsanítis  | 5     | 22 juin 1985     | 2,06 m | Olympiakós        |
| 15     | Michális Pelekános      | 2-3   | 25 mai 1981      | 1,98 m | Olympiakós        |

Sélectionneur  :  Panayótis Yannákis